# Tobias Mohr
Tobias Mohr (sinh ngày 24 tháng 8 năm 1995) là một cầu thủ bóng đá người Đức thi đấu ở vị trí tiền vệ cho câu lạc bộ Schalke 04.